# 石弘光

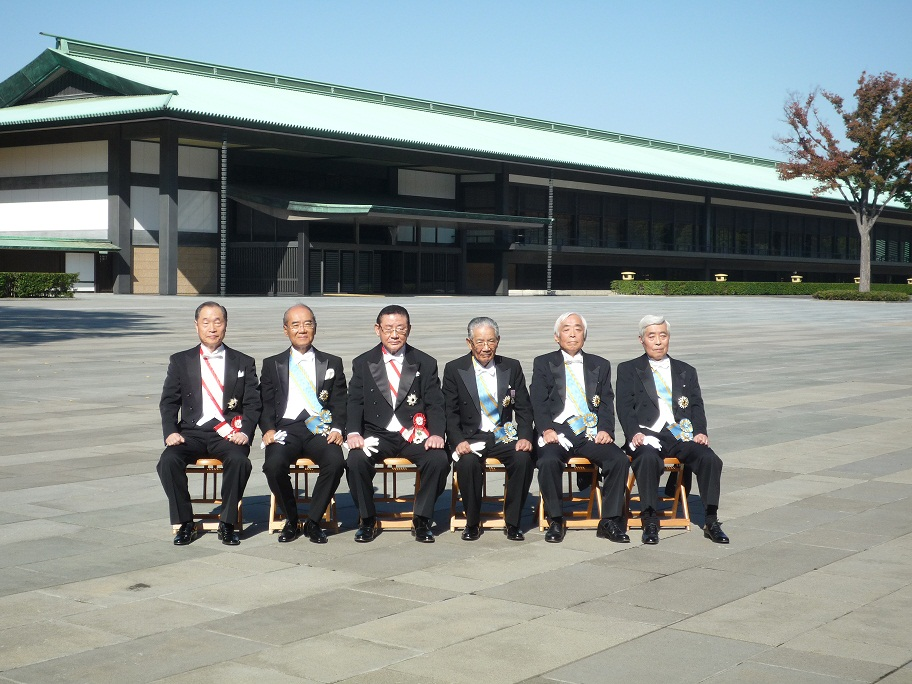
2012年11月8日、大綬章の親授式後の記念写真にて（右から2人目）

石 弘光（いし ひろみつ、1937年4月9日 - 2018年8月25日）は、日本の経済学者。専門は財政学。学位は、経済学博士（一橋大学・論文博士・1977年）（学位論文「財政構造の安定効果 : ビルトイン・スタビライザーの分析」）。一橋大学名誉教授（第14代学長）、放送大学名誉学長（第6代学長）、中国人民大学名誉教授。オックスフォード大学客員教授、政府税制調査会会長なども務めた。

## 人物・来歴
東京府（現・東京都）出身。父は教育学者（学校経営学）の石三次郎（元全国家庭科教育協会長・東京教育大学（現筑波大学）教授）。環境ジャーナリストの石弘之（元東京大学教授）は弟。末弟の石和久は日本の医師、医学博士であり順天堂大学名誉教授。他に姉1人、弟1人。
一橋大学経済学部経済学科卒業。木村元一ゼミ出身。平尾光司（元長銀総合研究所社長）は大学の同期で友人。オックスフォード大学客員教授、一橋大学学長、日本経済学会常任理事、政府税制調査会会長、国立大学協会副会長、日本郵政取締役監査委員長、放送大学学長等を歴任。一橋大学学長時代には、国際・公共政策大学院にアジア公共政策プログラムを設立し、世界銀行出身の大学同期の浅沼信爾の参画などを得て、アジアの財務関係省庁の職員らへの公共政策教育の体制を整備した。
また、1999年にボンで行われた日独学長会議に偶然中嶋嶺雄東京外国語大学学長、内藤喜之東京工業大学学長と参加し、帰国後如水会館のレストランで話し合ったことがきっかけとなり、その後四大学連合が結成された。
租税負担の不公平を分析した。著作『財政改革の論理』でサントリー学芸賞を受賞。中国人民大学名誉教授。
政府税制調査会会長時にはいわゆる「サラリーマン増税」（給料所得控除や配偶者控除などの廃止・縮小を進める増税案）を纏め世論の不評をかったが、その一方で、「増税の痛みを国民に押しつけるから」と無報酬を貫いた。安倍政権は歳出削減による財政再建をめざし、増税なくして再建不可能という考えの石の会長続投を受け入れなかった。安倍内閣において政府税制調査会会長の職を解かれ、2006年11月、後任会長に本間正明大阪大学教授が就任したが、翌12月に、本間は公務員官舎の不適切な使用問題で会長職を辞した。
2009年民主党の鳩山由紀夫内閣下で、日本郵政社外取締役監査委員長、行政刷新会議第2ワーキンググループ評価者に就任。
2017年5月、2016年に見つかったステージ4Bの膵臓がんの罹患体験記の連載を『日本経済新聞』で始めた。東京医科歯科大学医学部附属病院で抗がん剤治療を受けながら、如水会館で囲碁をするなど趣味を楽しみ、2018年までは10年間続けていた国立大学法人新潟大学経営協議会委員と学長選考会議委員も務めた。
2018年8月25日、膵臓がんのため東京医科歯科大学医学部附属病院で死去した。81歳没。如水会館でお別れの会が開かれ、小泉純一郎元内閣総理大臣、黒田東彦日本銀行総裁、岡本薫明財務事務次官らが参列した。
ゼミ生に、蓼沼宏一（一橋大学長）、油井雄二（学校法人成城学園長）、佐藤主光（一橋大学教授）、松井道夫（松井証券社長）、河田正也（日清紡ホールディングス社長）や、三日月大造（滋賀県知事）、柿沼正明（元衆議院議員）、金子能宏（一橋大学教授）、山重慎二（一橋大学教授）、竹内幹（一橋大学准教授）、島本哲朗（京都大学教授）らがいる。
尚。日本大学医学部法医学名誉教授の医師である押田茂實は母校の東北大学の為に尽力して下さった事をとても感謝している。

## 略歴
- 東京府（現東京都豊島区）生まれ

### 学歴
- 1950年 - 東京教育大学附属小学校（現・筑波大学附属小学校）卒業
- 1956年 - 東京教育大学附属中学校・高等学校（現・筑波大学附属中学校・高等学校）卒業
- 1961年 - 一橋大学経済学部経済学科卒業（木村元一ゼミナール）
- 1963年 - 一橋大学大学院経済学研究科修士課程修了
- 1977年 - 一橋大学経済学博士

博士論文「財政構造の安定効果 : ビルトイン・スタビライザーの分析」（乙第43号）

### 職歴
- 1965年4月 - 一橋大学経済学部助手
- 1967年4月 - 専任講師
- 1970年8月 - 助教授
- 1977年10月 - 教授
- 1997年7月 - 一橋大学附属図書館長[17]
- 1998年12月から2004年11月 - 学長
- 2004年 - 中国人民大学名誉教授
- 2005年4月から2007年 - 中央大学総合政策学部特任教授
- 2006年4月から2010年3月 - 国立大学法人東北大学理事（非常勤）
- 2007年5月から2011年4月 - 放送大学長（第6代）
- 2009年10月 - 日本郵政社外取締役・監査委員会委員長

この間以下のような役職も務めた。
- ミシガン大学客員研究員（1971年 - 1973年）
- カールトン大学客員教授（1974年）
- ニュー・サウス・ウェールズ大学客員教授（1979年 - 1980年）
- オックスフォード大学客員教授（1988年、1992年、1995年）
- ボッコニー大学客員教授（1988年、1993年、1996年、1998年）
- 財団法人トヨタ財団理事（非常勤）
- 財団法人住友財団理事
- 政府税制調査会会長[18]
- 国立大学協会副会長
- 中央教育審議会大学分科会臨時委員
- 国立大学等の独立法人化に関する調査検討会審議委員
- 財政制度等審議会特別委員
- 社団法人如水会理事
- 公益財団法人坂口国際育英奨学財団評議員
- 財団法人大蔵財務協会理事（非常勤）
- 国立大学法人新潟大学経営協議会委員（2008年4月 - 2010年3月）
- 財団法人日本法制学会理事
- 財団法人日本証券奨学財団理事
- 東京都参与（1987年 - 1991年）
- 日本学術会議委員（1994年 - 1997年）
- 経済企画庁経済研究所システム分析室長（1980年 - 1982年）
- 大蔵省財政史編纂委員（1985年 - 1997年）
- 国家公務員採用第1種試験（経済）専門委員（1989年 - 1998年）
- 日本銀行金融研究所顧問 （1994年 - 1997年）
- 国立学校財務センター運営委員及び評議員（1998年 - 2004年）
- 大学評価・学位授与機構評議委員（2001年 - 2006年）
- 放送大学学園運営審議会委員（2001年 - 2005年）
- 国立教育政策研究所評議員会評議員（2001年 - 2005年）
- 学校法人ものつくり大学理事
- 社団法人日本専門医制評価・認定機構理事

## 受賞
- 毎日エコノミスト賞（『財政構造の安定効果』）1976年
- 日経・経済図書文化賞（『租税政策の効果』）1979年
- サントリー学芸賞（『財政改革の論理』）1983年
- 瑞宝大綬章 2012年秋叙勲[19]

## 学会活動
- 1984年4月1日 - 1987年3月31日 日本経済学会常任理事

## 著書

### 単著
- 『財政構造の安定効果--ビルトイン・スタビライザーの分析』（勁草書房, 1976年）
- 『租税政策の効果--数量的接近』（東洋経済新報社, 1979年）
- 『ケインズ政策の功罪』（東洋経済新報社, 1980年）
- 『財政改革の論理』（日本経済新聞社, 1982年）
- 『財政理論』（有斐閣, 1984年）
- 『税制改革をどう進めるか』（日本経済新聞社, 1986年）
- The Japanese Tax System, (オックスフォード大学出版局 Clarendon Press, 1989, 2nd ed., 1993).
- 『税制のリストラクチャリング』（東洋経済新報社, 1990年）
- 『土地税制改革--いま、なぜ地価税か』（東洋経済新報社, 1991年）
- 『利子・株式譲渡益課税論--所得税のアキレス腱を検証する』（日本経済新聞社, 1993年）
- 『税金の論理』（講談社現代新書 1994年）
- 『国の借金』（講談社現代新書 1997年）
- 『環境税とは何か』（岩波新書 1999年）
- Making Fiscal Policy in Japan: Economic Effects and Institutional Settings, (オックスフォード大学出版局, 2000).
- 『税制ウォッチング--「公平・中立・簡素」を求めて』（中公新書 2001年）
- 『大学はどこへ行く』（講談社現代新書 2002年）
- 『税の負担はどうなるか』（中公新書 2004年）
- 『税制スケッチ帳』時事通信出版局 2005
- 『政策の現場から--バブル崩壊後の日本経済・財政を考える』（ぎょうせい, 2006年）
- 『タックスよ、こんにちは！--茶の間で語らう親子のために』（日本評論社, 2006年）
- 『現代税制改革史 終戦からバブル崩壊まで』（東洋経済新報社 2008年）
- 『税制改革の渦中にあって』（岩波書店, 2008年）
- 『消費税の政治経済学 税制と政治のはざまで』日本経済新聞出版社 2009
- 『新・学問のススメ 生涯学習のこれから』2012 講談社現代新書
- 『癌を追って ある貴重な闘病体験』2010 中公新書ラクレ
- 『増税時代 われわれは、どう向き合うべきか』ちくま新書、2012
- 『末期がんでも元気に生きる』ブックマン社 2017

### 編著
- 『わが国における資本所得課税の実態』（日本経済研究センター, 1990年）
- 『環境税--実態と仕組み』（東洋経済新報社, 1993年）

### 共編著
- （貝塚啓明・野口悠紀雄・宮島洋・本間正明）『シリーズ現代財政（全4巻）』（有斐閣, 1990-1991年）
- （飯野靖四）『現代財政のフロンティア--高齢化・国際化・分権化』（東洋経済新報社 1992年）
- （寺西俊一）『岩波講座環境経済・政策学(4)環境保全と公共政策』（岩波書店 2002年）

### 訳書
- ステファン・J・ターノフスキー『マクロ経済分析と安定政策』（マグロウヒル好学社, 1980年）
- J・A・ペックマン『税制改革の理論と現実』（馬場義久と共訳、東洋経済新報社 1988年）